# Muhàmmad Bulak Khan
Muhàmmad Bulak Khan (Mohammed Bülak, Muhàmmad Sultan, a les monedes anomenat Muhàmmad Khan, Bulak Khan, Ghiyath al-Din Muhàmmad Khan o Ghiyath al-Din Muhàmmad Bulak Khan) fou kan de l'Horda d'Or en oposició als kans de Nova Sarai, i protegit per Mamai. Va succeir a Abdullah Khan vers el 1369 o 1370. Vers el 1373 hauria dominat breument a Nova Sarai on va encunyar moneda amb aquesta data, però ja no torna a encunyar allí i les seves monedes són d'Astracan, Nova Majar, i en general a "L'Horda" (és a dir sense un lloc fix). Les seves primeres monedes són del 771 (1369/1370) i les darreres són de 1376/1377. Podria ser el Muhàmmad Sultan esmentat com a co-governant a Kazan vers 1370-1376. Segons les cròniques russes tot el poder el tenia Mamai.
El 1374 l'Horda estava debilitada per la plaga i hi va haver pau amb els prínceps russos, però en canvi hi va haver lluites contra els lituans i el cap tàtar Tahmuras fou derrotat per un contingent lituà; també un contingent de tàtar va saquejar Nijni Nóvgorod però els atacants (uns milers) foren finalment massacrats i el seu cap Seraiko, fou capturat però va poder fugir de la presó i amb alguns partidaris va intentar cremar el palau del bisbe però foren derrotats i aniquilats. Mamai va revenjar aquesta derrota enviant un exèrcit que va assegurar el control de les comarques dels rius Kixa i Piana; Demetri de Moscou fou considerat culpable d'ajudar a Nijni Nóvgorod i Mamai va començar a preparar la seva revenja.
A Moscou existia una institució que derivava del període prefeudal, "el boiar de la ciutat" o Tissiatxsky (també escrit Tissiatxski), una mena de tribú militar i civil elegit pel poble; Demetri va abolir el càrrec, massa democràtic en ple feudalisme. El darrer Tissiatxski, Vassili Veliaminof, va deixar un fill, Ivan, que ambicionava succeir al seu pare i va fer aliança amb un ric mercader de nom Nekomat amb el qual va anar a veure a Miquel de Tver, i el van convèncer que les circumstàncies li eren ara favorables per obtenir el Gran Principat. Miquel els va enviar a Mamai i ell mateix va anar a veure a Olgerd de Lituània. Mamai va enviar a Haji Khoja amb un diploma (yarligh) i Olgerd va acceptar ajudar una vegada més a Miquel, però no els va esperar sinó que va envair Moscòvia atacant Torjek i Úglitx. Demetri també estava actiu i havia reunit un gran exèrcit propi, cridant als prínceps dependents i marxant a Tver que va assetjar, mentre devastava tota la regió; els lituans van demorar anar al rescat de Tver i Miquel va haver de demanar la pau que es va acordar: Miquel va renunciar a tota reclamació futura sobre Vladímir i a l'alta sobirania de Nóvgorod i de Kaixin, va alliberar a tots els moscovites presoners i va retornar tot el botí fet a Torjek; a més s'obligava a entrar en les aliances de Demetri contra qualsevol enemic i deixava en llibertat als boiars de passar al servei d'un altra senyor amb la condició de perdre les terres que posseïen en el principat que abandonaven; cada habitant hauria de pagar tribut al príncep del districte on tenia domicili encara que estigués al servei d'una altra; Miquel també va fer un tractat separat amb Nóvgorod, en què es van concedir diverses avantatges mútues. Així Demetri va humiliar a Miquel però de fet el va deixar independent. Ivan i Nekomat, fets presoners, foren portats a Moscou i executats.
El 1375 Demetri i altres prínceps van fer una campanya a Bulgària del Volga. Vers 1377 apareix com a kan a Nova Sarai Arab Xah Khan (Arabxah) fill de Pulad Khan i un cap dels xibànides, que amb una força important va venir des de la zona de la mar d'Aral,i va agafar el poder per un temps. Demetri de Súzdal va informar d'aquestes notícies al seu gendre Demetri de Moscou que hi va enviar un exèrcit que es va unir al de Súzdal formant una força considerable; foren sorpresos pels tàtars (guiats pels morduins) mentre descansaven i bevien hidromel i cervesa, i jeien sense armes al sol. Arabxah era baix d'estatura però molt enèrgic i va atacar als russos per cinc costats i tan impetuosament que va provocar el pànic i els va fer fugir en desbandada cap al riu Piana, en mig d'una gran carnisseria. El príncep Simeó va morir i Ivan, fill de Demetri de Súzdal, es va ofegar al riu. El nom del riu (Piana) vol dir "Riu dels Borratxos" (origen del proverbi rus "anar borratxo a la vora del Piana"); després d'això els tàtars es van presentar a Nijni Nóvgorod que fou cremada. Demetri de Súzdal va fugir a la seva capital, Súzdal, i molts habitants van embarcar en vaixells pel Volga; els tàtars van entrar llavors a Riazan i tots i cadascun dels pobles a la vora del riu Sura foren cremants. Arab ixah es va retirar després i al marxar els morduins van assaltar i saquejar allò que els tàtars havien deixat. Els morduins foren interceptats en retirar-se pel príncep Borís Constantínovitx de Gorodetz, que en va fer una matança i els seus cossos van omplir el Piana com abans ho havien fet els cossos russos; Borís llavors va assolar el país dels morduins (Mordòvia) cremant les cases, matant a la gent i empresonant a dones i criatures; molts dels seus caps foren portats a Nijni Nóvgorod i morts de la manera més cruel.
Però Mordòvia depenia de Mamai i aquest en revenja va enviar un exèrcit que va ocupar Nijni Nóvgorod, la va cremar altre cop i va devastar la comarca. L'exèrcit tàtar va marxar llavors per reunir-se amb un altre exèrcit que Mamai havia organitzat per lluitar contra el gran príncep (juliol del 1378) manat pel mirza (general) Beguittx. Van trobar a les forces moscovites de Demetri a la riba del Vozha, un afluent de l'Oka, al principat de Riazan, però foren durament derrotats (11 d'agost de 1378) i expulsats a l'altre costat del riu perdent uns milers d'homes entre els quals el mateix Beguittx i els mirzes Hajibeg, Kowergui, Karabalik i Kostrok. Era la primera victòria russa notable sobre els tàtars des del 1224.
Mamai no ho podia permetre i va reunir un nou exèrcit que va atacar Riazan on el príncep Oleg no va intentar resistir i va fugir per l'Oka. Els tàtars van assolar el principat, van cremar Pereiàslav i van ocupar Dubak. Mentre els moscovites obtenien un altre triomf sobre els enemics de l'oest, els lituans: Olgerd (Algirdas) havia mort el 1377; poc abans de morir s'havia batejat agafant el nom d'Alexandre; el va succeir el seu fill preferit Jagelló (Jogaila) que va fer matar el seu oncle el vell Kestut, i va forçar a Vitut (germà de Kestut) a fugir i refugiar-se a Prússia. El germà de Jagelló, Andreu de Pronsk, també va fugir i va aparèixer a Moscou on aquestos conflictes eren benvinguts i Demetri va decidir aprofitar-se de la situació i va enviar un exèrcit que va ocupar Starodub i Trubtxevski, antigues dependències de Rússia, que havien estat ocupades pels lituans.
Mentre Mamai va dominar tota l'Horda i va decidir imposar-se al prínceps russos; va cridar a tots els tàtars i aliats com els polovtsi, els circassians, els ossets, els burtanians o jueus del Caucas (kaytaks?), armenis i genovesos i en una gran assemblea de caps va dir que seguiria els passos de Batu Khan i castigaria als rebels eslaus, reduint a cendres les seves ciutats, pobles i esglésies i agafaria les seves riqueses. Llavors es va aliar a Jagelló que va prometre envair Rússia per l'oest, El príncep de Riazan, Oleg, que estava convençut que els russos no tenien res a fer contra els tàtars reunificats i els lituans i que ell en seria la primera víctima, va entrar en negociacions amb els dos costats i va prometre estar el mes de setembre al riu Oka amb les seves forces per ajudar-los i a canvi Mamai va prometre repartir tots els principats russos entre Oleg i Jagelló si bé com a tributaris.
Demetri quan se'n va assabentar va cridar a totes les tropes de Moscou, Rostov, Bielosersk i Iaroslavl, i als boiars de Vladímir, Súzdal, Pereiàslav, Kostromà, Múrom, Dmítrov, Moiaisk, Zvenigorod, Úglitx i Setpukof que van acudir amb les seves forces reunint-se al Kremlin. Tot a punt, Demetri va anar al famós monestir de Trinitat on l'abat Sergi el va beneir i li va desitjar el triomf augurant que es produiria després d'una gran carnisseria i després que els llorers quedessin vermells de la sang dels herois del cristianisme. El voivoda Fedor es va quedar amb el comandament a Moscou i el príncep va sortir amb l'exèrcit cap a Kolomna on se li van unir tropes de Polotsk i Briansk. Era l'exèrcit rus més important mai aixecat i comptava amb més de 150.000 homes. Mamai estava acampat al Don esperant l'arribada de Jagelló i va enviar l'avís a Demetri de pagar el tribut com Rússia l'havia pagat en temps de Janibeg. Demetri va replicar que estava disposat a pagar un tribut moderat però no podia arruïnar al seu país per satisfer les seves demandes, resposta que Mamai no va considerar acceptable. Els russos van travessar el riu Oka el 26 d'agost de 1380 i van entrar al principat de Riazan; els tàtars no esperaven tan aviat als russos; es van enviar avisos a Mamai i Jagelló amb les notícies; el 6 de setembre l'exèrcit rus es va acostar al Don i es va discutir si s'havia de travessar el riu o no però es va decidir que si, per evitar la unió de Jagelló i Mamai, sent creuat el dia 8 i immediatament s'iniciava la batalla a la riba del Nepriadwa a la plana de Kulikovo; cada part va obtenir èxits parcials però el resultat final fou decidit per un sobtat atac de Demetri de Volínia i de Vladímir (germà de Demetri) que estaven emboscats; Mamai quan va veure la derrota va ordenar la retirada; els tàtar foren perseguits fins al Meixa on molts tàtars van morir; es va fer un gran botí.
Vladímir va retornar al camp de batalla on va plantar la bandera negra i va fer sonar les trompetes per convocar als prínceps. Demetri no va aparèixer; se'l va buscar i se'l va trobar sota un arbre ferit, però va poder marxar a lloms d'un cavall. Les baixes dels tàtars foren d'uns 100.000 homes i un nombre important de russos (uns 20.000); entre els morts hi havia Alexandre Peresvet, monjo de Sant Sergi, que havia desafiat a un petxeneg campió de Mamai a un combat singular. Demetri va prometre celebrar una festa en honor dels herois, que fou coneguda com els "Dissabtes de Demetri". El príncep va guanyar el malnom de Donski ("El del Don") i "el Brau". La batalla va trencar finalment la supremacia tàrtara. Jagelló estava només a uns 30 o 40 km quan la batalla es va lliurar i quan va saber ell resultat, es va retirar; en la retirada se li va unir Oleg de Riazan que sis mesos després fou perdonat per Demetri amb la condició de trencar l'aliança amb els lituans. Els rius Oka i Zna es van establir com a fronteres del principat de Riazan amb el de Moscou i la ciutat de Tula i el districte de Metxera (a Mordòvia), on manava un cap morduí, es van sotmetre a Moscou, i el cap es va fer cristià voluntàriament agafant el nom d'Alexandre Ukovitx.
Mamai es va retirar a l'Horda per pensar en la seva revenja però ja li quedava poc abans que Toktamix de l'Horda Blava (assenyalada com a Horda Blanca a les fonts perses), protegit de Tamerlà, reunifiqués les dues Hordes. Derrotat per aquesta al Kalka prop de Maripol, per Toktamix, va fugir a Crimea on fou assassinat pels genovesos.
De Bulak Khan no se'n sap res més des de 1377, si bé és possible que s'hagués mantingut com a sobirà nominal fins al 1380, ja que no n'apareix cap més i no s'ha pogut establir que Mamai hagués agafat el títol per a si mateix.